# パラマウント・メディア・ネットワークス
パラマウント・メディア・ネットワークス（Paramount Media Networks）は1984年に米ワーナー・コミュニケーションズとアメリカン・エキスプレスとの合弁で設立したアメリカ合衆国のメディア関連企業。現在はパラマウント・スカイダンス・コーポレーション傘下のパラマウント・スカイダンス・テレビメディアの子会社である。

## 運営チャンネル
カッコ内は開局年、または買収した年
- ショウタイム（1976）
  - ムービー・チャンネル（1979）
  - Showtime 2（1991）
  - Flix（1992）
  - Showtime Showcase（1996）
  - SHO×BET（1999、旧Showtime Beyond）
  - Showtime Extreme（1998）
  - Showtime Family Zone（2001）
  - Showtime Next（2001）
  - Showtime Women（2001）
- MTV（1981）
  - MTV2（1996）
  - MTV Hits（2002）
  - MTVU（旧mtvU）
  - MTV Live（2006、旧Palladia）
  - Tr3́s（2006）
- ニコロデオン（1979）
  - ニック2
  - Nick@Nite（1985、ニコロデオンで深夜の放送時間帯）
  - ニックジュニア（1999、旧Noggin）
  - ティーンニック（2002、旧The N）
  - ニックトゥーンズ (2002)
- コメディ・セントラル（1990）
- パラマウント・ネットワーク（1997）
- TVランド（1996）
- スパイク（2003、旧TNN）
- カントリー・ミュージック・テレビジョン（1999）
  - CMTミュージック（1999、旧CMTピュア・カントリー）
- Logo TV（2005）
- Pop（1981、旧TV Guide Network→旧TVGN）
- スミソニアン・チャンネル（2007）